# José Carlos Llop
José Carlos Llop (Palma de Mallorca, 1956) estudió en el Colegio de los jesuitas de su ciudad natal y en la facultad de Derecho de la Universidad de Barcelona. Es bibliotecario y colaborador habitual de Diario de Mallorca desde hace treinta y tres años. 
Ha publicado Islas (1993), primera traducción de la poesía de Derek Walcott al castellano, así como otras traducciones de distintos poetas y novelistas insulares (de Blai Bonet a Guillem Frontera y Biel Mesquida, de Llorenç Villalonga a Marià Villangómez…)
Llop ha comisariado una gran exposición antológica de la obra del artista francoindochino Pierre Le-Tan (MNCARS, 2004) y ha prologado obras, entre otros, de Robert Graves, el archiduque Luis Salvador de Austria, Derek Walcott, Nancy Mitford, Patrick Modiano, Janet Lewis, y Miguel y Llorenç Villalonga –del que ha sido editor de sus Pousse-Café, Diario de Guerra, Bearn o la sala de muñecas y El cicle de Bearn.

## Obra

### Poesía
- Drakul-Lettre (1983)
- La naturaleza de las cosas (1987)
- La tumba etrusca (1991)
- En el hangar vacío (1995)
- Antología personal (1995)
- La oración de Mr. Hyde (2001)
- Poesía 1974-2001 (2002)
- Quartet (en catalán; 2002)
- La dádiva (2004)
- La avenida de la luz (2007)
- Cuando acaba septiembre (2011)
- La vida distinta (2014)
- Mediterráneos (Poesía 2001-2021) (2022)

### Narrativa
- Pasaporte diplomático (1991)
- El canto de las ballenas (1994)
- El informe Stein (1995)
- La cámara de ámbar (1996)
- La novela del siglo (1999)
- Háblame del tercer hombre (2001)
- El mensajero de Argel (2004)
- París: suite 1940 (2007)
- En la ciudad sumergida (2010)
- Solsticio (2013)
- Reyes de Alejandría (2016)
- Oriente (2019)

### Diarios
- La estación inmóvil (1990)
- Champán y sapos (1994)
- Arsenal (1996).
- El Japón en Los Ángeles (1999)
- La escafandra (2006)

### Ensayo y misceláneas
- La ciudad invisible (1991)
- Consulados fantasmas (1996)
- Al sur de Marsella (2005)
- Le consulat français (editado en Burdeos)
- Los papeles del Nixe (2016)
- Vladivostok (2023)
- Gomila 70's (2023)

### Teatro
- La nit de Catalina Homar (en catalán)

## Traducciones
Además de al francés –lengua a la que han sido traducidas todas sus novelas con excelente acogida crítica–, algunas de ellas se han publicado en inglés, árabe y alemán.
En cuanto a la poesía, hay traducción francesa de La vida distinta: La vie différente (Éditions D.O. 2016) y traducción alemana de El canto de las ballenas y de Casamatas bajo la luna. Otros poemas suyos han sido traducidos al portugués, inglés, francés y alemán.

## Premios y distinciones
José Carlos Llop es Premio de las Letras del diario El Mundo 2004, Premio Ramon Llull del Gobierno Balear 2011 y Medalla de Oro de la Ciudad de Palma (2022).
- La tumba etrusca. Premio Anthropos de Poesía 1991.
- La novela del siglo. Premio NH al mejor libro de relatos publicado en España en 1999.
- El informe Stein. Prix Écureil de Littérature Étrangére 2009.
- La cámara de ámbar. Seleccionado para el Prix Jean Monnet de Littératures Européennes 2011 y para el Prix Jean Carrière 2011.
- En la ciudad sumergida. Mention Special du Jury Prix Mediterranée 2013.
- Solsticio. Prix Laure Bataillon 2017. Seleccionado para el Premio de la Real Academia Española 2014. Seleccionado para el Prix du Livre Européen 2016. Finalista del Prix Jean Monnet de Littératures Européennes 2017. Finalista del Prix des Lecteurs du Festival de Cognac 2017.
- Reyes de Alejandría. Finalista Prix Jean Monnet de Littératures Européennes 2018 y del Prix La Rive Gauche à Paris 2018.
- Oriente. Finalista del Prix Fitzgerald 2022.

- Datos: Q5938795